# 6-メチルイソキサントプテリン
6-メチルイソキサントプテリン（英語: 6-methylisoxanthopterin, 6MI）は、ヌクレオチドのグアニンの塩基アナログである。他の多くの塩基アナログとは異なり、二重らせんに組み込んでも消光が起こらないため、蛍光指示薬として有用である。実際、二重らせん形成に取り込まれると、量子収率が3～4倍増加する。これにより、蛍光偏光異方性のような技術を用いて、DNAやRNAらせんのダイナミクスをプローブするために6MIを用いることができる。